# 阿不都克里木·马合木托夫
阿不都克里木·马合木托夫（1921年—1996年1月24日）维吾尔族，新疆阿图什市人。中国人民解放军将领。

## 生平
1944年9月，阿不都克里木·马合木托夫参加三区革命。历任游击队副大队长，伊犁民族军副连长、连长、民族军军校参谋长。参加过塔城、额敏、科西脱里盖、阿山、布尔津等战斗。1949年底，民族军整编为第五军。此后阿不都克里木·马合木托夫历任第五军第十三师三十八团参谋长，南疆军区科长，新疆军区内卫团、骑兵团团长，和田军分区副司令员，伊犁军区副参谋长等职务。1975年9月至1983年9月，任北疆军区副司令员。1983年9月至1985年12月，任北疆军区顾问。1950年3月加入中国共产党。1955年获三级解放勋章。1988年获独立功勋荣誉章。1985年5月离休。
1996年1月24日，阿不都克里木·马合木托夫在乌鲁木齐病逝。